# Кордофан (плато)
Кордофа́н — плато Северо-Восточной Африки в Судане, расположенное к западу от реки Белый Нил.
Плато представляет собой выступ докембрийского кристаллического основания Африканской платформы с многочисленными инзельбергами, сложенными нубийскими песчаниками. Средняя высота плато составляет 500—1000 м; высшая точка — гора Темадинга (1460 м). Цокольные равнины Кордофана расчленены долинами временных водотоков системы Белого Нила.
Климат местности субэкваториальный, с летними дождями. Количество осадков составляет 300—500 мм в год. Почвы красновато-бурые и красно-бурые. Плато покрыто саванной: на севере — опустыненной, с невысокими акациями, на юге — умеренно влажной, травянистой, с акациями, баобабами, пальмами.